# Краусс, Николь
Николь Краусс (англ.  Nicole Krauss; род. 18 августа 1974, Нью-Йорк) — американская писательница.

## Биография
Из еврейской семьи. Предки по материнской линии — выходцы из Германии и с Украины, по линии отца — из Венгрии и Белоруссии (их памяти писательница посвятила позднее роман История любви). Пишет с 14 лет, начинала как поэт, публиковалась, получила премию в Йеле. Училась в Стэнфордском университете у Иосифа Бродского, не раз впоследствии писала о нём. Побывала в Санкт-Петербурге, училась в Великобритании (Оксфорд). Написала диплом о Джозефе Корнелле, а позднее — диссертацию о Рембрандте, которую защитила в Институте Курто. В 2002 опубликовала первый роман, получивший высокую оценку Сьюзен Зонтаг и др. влиятельных критиков. Печатается в журналах The New Yorker, Esquire, Harper's Magazine.
В 2004 вышла замуж за Джонатана Сафрана Фоера. Супруги живут в Бруклине, воспитывают двоих детей. В 2014 года пара развелась.

## Романы
- Man Walks Into a Room (2002, книга года по версии газеты Los Angeles Times; права на книгу для съемки фильма приобрел Ричард Гир)
- The History of Love (2005, премия Сарояна, французская Премия за лучшую иностранную книгу и др., книга экранизирована в 2016 году)
- Great House (2010, вошла в короткий список Национальной книжной премии США, в короткий список премии Оранж 2011)

## Публикации на русском языке
- История любви // Иностранная литература, 2006, № 3.
- Хроники любви. М.: Астрель; Corpus, 2011.
- Большой дом. М.: Corpus, 2012.
- В сумрачном лесу. М.: Книжники, 2019.
- Быть мужчиной (рассказы). М.: Книжники, 2023.

## Признание
Романы Н.Краусс переведены на многие языки мира. Французская премия за лучшую иностранную книгу (2006) и др. награды. В 2007 журнал Granta включил её в число 20 лучших молодых романистов США (Даниэль Аларкон, Кевин Брокмайер, Джуди Будниц, Ольга Грушина, Энтони Дёрр, Узодинма Ивеала, Ли Июнь, Николь Краусс, Кристофер Коук, Раттавутт Лапчарунсап, Мэйл Мелой, ЗЗ Пакер, Карен Расселл, Джесс Роу, Джон Рэй, Джонатан Сафран Фоер, Нелл Фройденбергер, Гейб Хадсон, Дара Хорн, Ахил Шарма, Гари Штейнгарт, см. )